# Enceinte d'Orchies
L'enceinte d'Orchies est un ancien ensemble de fortifications qui protégeait la ville d'Orchies, dans le département français du Nord.

## Vestiges
Il ne reste aujourd'hui de l'enceinte que la tour à Diables datant de 1414,,.
Cette tour a été classée le 14 avril 1922 par les monuments historiques.
Le 19 décembre 2023, la Ville d'Orchies rachète le monument ainsi que le terrain et les bâtiments.

## La Tour à Diables
La Tour à Diable est un élément architectural situé au centre-ville de la commune d’Orchies, dans le Nord de la France. Cette structure faisait autrefois partie de la ceinture fortifiée de la ville, construite pour la protéger. Elle est aujourd’hui intégrée à un jardin, à la suite de l’extension urbaine et des transformations qui ont suivi la Première Guerre mondiale.

### Architecture
La Tour à Diable est de forme circulaire, avec un diamètre d’environ sept mètres. Sa structure est constituée principalement de briques, reposant sur un soubassement en blocs de grès équarris. Un bandeau de briques décoratif ceinture la base du chemin de ronde, seul ornement extérieur notable. La tour comprend quatre niveaux :
- Un niveau inférieur semi-enterré,
- Un niveau principal,
- Un chemin de ronde,
- Un niveau supérieur consacré à la tour de guet.

La circulation interne s'effectue via une tour d'escalier accolée, dotée d'une vis d’escalier en grès desservant les trois premiers niveaux. Les toitures, couvertes d’ardoises, présentent une architecture en poivrière pour la tour principale et la tour d’escalier, tandis que le chemin de ronde est abrité par une toiture en appentis.
Les murs extérieurs montrent des arrachements verticaux au nord-est et au sud-est, vestiges de la jonction avec les anciens remparts. Plusieurs niches, embrasures de tir et ouvertures sont visibles, illustrant les fonctions militaires de la tour. Certaines niches ont été rebouchées, tandis que d'autres montrent des modifications liées à l'évolution de l’artillerie.

### Historique

#### Origines et construction
La première enceinte fortifiée d’Orchies remonte probablement au XIIIᵉ siècle, mais la Tour à Diable serait une construction du XVe siècle. En 1414, au cours de la guerre de Cent Ans, Orchies est incendiée par les Bourguignons. La ville se dote alors d'une nouvelle enceinte, autorisée par Charles Quint et comprenant plusieurs tours de guet.
Le plan de Deventer de 1545 décrit une ville entourée de remparts avec sept tours circulaires et cinq portes. La Tour à Diable, située à l’angle ouest de la cité médiévale, servait de flanquement pour protéger cette zone stratégique.

#### Utilisations et transformations
Outre sa fonction défensive, la tour a également servi de prison, comme l’attestent les nombreuses gravures (bâtons de compte, noms et dates) présentes sur ses murs. Les gravures permettent de dater cette utilisation aux XVIIᵉ et XVIIIᵉ siècles.
Au cours de la Révolution française, un plan de 1796 identifie la tour comme un « magasin à poudre ». Les fortifications d’Orchies sont progressivement démantelées à partir de 1826, mais la tour à Diable est conservée.

#### Dégradations et restaurations
La Première Guerre mondiale cause d’importants dommages à la tour. Protégée au titre des Monuments historiques le 14 avril 1922, elle fait l’objet de restaurations dans les années suivantes. Les toitures sont reconstruites et prennent leur forme actuelle en poivrière. Cependant, une partie des remparts adjacents disparaît après 1931.